# Rudolf von Wrbna und Freudenthal
Rudolf von Wrbna und Freudenthal (Vienna, 23 luglio 1761 – Vienna, 30 gennaio 1823) è stato un politico e mineralogista austriaco.

## Biografia

### La famiglia e i primi anni
Membro di una nobile famiglia originaria della Slesia e della Boemia, Rudolf era il figlio primogenito del conte Eugen Wenzel von Wrbna (1728-1789), maresciallo della Corte Suprema, e di sua moglie Maria Theresa (1733-1802), figlia del consigliere privato barone Ladislaus von Kollonitz von Kollograd (1705–1780). Gli antenati della famiglia di suo padre erano noti per aver combattuto alla loro epoca contro i mongoli, cadendo nella battaglia di Legnica al fianco di Enrico II il Pio, duca di Slesia.
Il giovane Rudolf studiò filosofia e diritto all'Università di Vienna, occupandosi nel contempo anche della sua passione per la mineralogia giungendo ad accumulare una vasta collezione che venne poi catalogata da Paul Partsch. Per approfondire i suoi studi mineralogici, compì dei viaggi in Bassa Ungheria ed in Austria per visitare diverse miniere e scavi locali.
Prima del suo matrimonio nel 1785, Rudolph von Wrbna ricevette la gestione della tenuta da suo padre dopodiché  riuscì a migliorare l'amministrazione e, attraverso la sua esperienza nel settore minerario, a dare nuovo impulso alle fonderie di ghisa di Komorau presso la sua proprietà ad Hořovice, così che i rendimenti di tale settore crebbero notevolmente.

### Il servizio civile
Nel 1785 entrò nel servizio civile dello stato austriaco come segretario di corte presso il tribunale minerario e divenne docente nel 1787. Nel 1790 venne nominato consigliere privato presso la camera di corte per la monetazione e l'estrazione mineraria. Durante questo periodo fu scelto dall'imperatore Giuseppe II, insieme a molti altri giovani promettenti, per accompagnare l'erede al trono, l'arciduca Francesco, nelle sue passeggiate a cavallo. Nel 1801 divenne vicepresidente della Montanistische Hofstelle e nel 1802 presidente della Kanal-Hofbaukommission. Fu durante quel periodo che si verificò nella miniera di mercurio di Idrija (all'epoca in provincia di Gorizia, oggi in Slovenia) un grave incendio che minacciò di distruggere l'intera miniera. Rudolph von Wrbna si portò sul posto assieme al consigliere Joseph Leithner (1743–1822) per preservare il luogo dall'allargamento dell'incendio e nel contempo da preservare una delle più ricche miniere di mercurio di tutto lo stato.

### I meriti durante la guerra con la Francia
Per poter controllare meglio i suoi beni e gestirli personalmente, giunse a prendere un congedo temporaneo dal suo impiego a favore dello stato, ma fu lo stesso imperatore Francesco II a richiamarlo in servizio nel 1805 ed a nominarlo Landes-Hofkommissar (addetto agli affari dei tribunali speciali).
Dopo l'occupazione di Vienna da parte dei francesi, rischiò la propria vita per ostacolare il direttore generale Pierre Daru durante la violenta evacuazione dell'ospedale militare austriaco, impedendo inoltre il saccheggio di musei e biblioteche in tutto il territorio austriaco. Si oppose sempre vigorosamente alle autorità francesi anche quando queste cercarono di riappropriarsi di preziosi precedentemente asportati dalla Francia per un valore di un milione di fiorini.

### Ciambellano imperiale

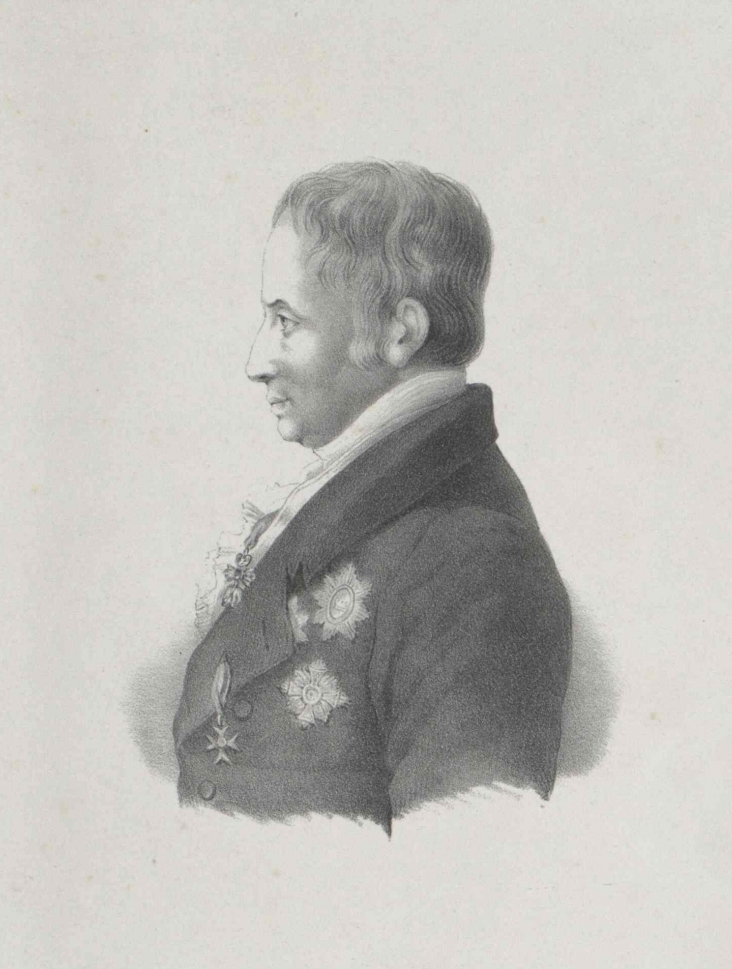
Il conte Rudolf von Wrbna und Freudenthal in un'incisione d'inizio Ottocento

Il 12 gennaio 1806 ricevette una lettera manoscritta dall'imperatore Francesco II, nella quale il sovrano gli esprimeva i suoi ringraziamenti e lo nominava, come successore di Franz de Paula Karl von Colloredo, alla carica di ciambellano capo e gli conferiva il potere di procuratore per importanti operazioni di bilancio, nominandolo altresì cavaliere dell'Ordine di Santo Stefano. L'imperatore lo nominò inoltre suo consigliere personale e responsabile della sua sicurezza personale durante i viaggi.
Con l'incombere di una nuova guerra contro la Francia nel 1809, Rudolf chiese ed ottenne dall'imperatore una deroga per dichiarare maggiorenne suo figlio Eugen, ancora diciassettenne, al fine di affidargli la gestione del suo intero patrimonio e così potersi dedicare integralmente al servizio della causa imperiale. Nel 1811 si rese necessario emettere nuova cartamoneta e per questo motivo l'imperatore lo nominò presidente della commissione appositamente creata, sull'opera della quale si basava per la maggior parte il credito statale. Fu anche capo del tribunale per la monetazione e l'estrazione mineraria che nel 1848 diverrà poi il ministero della cultura regionale e dell'estrazione mineraria dell'Impero austriaco.
Poiché la maggior parte degli arsenali austriaci si trovavano in mano nemica, Rudolf viaggiò personalmente da Wrbna a Neusohl per accelerare la costruzione di una fabbrica di armi in loco, affidandone la direzione dei lavori al colonnello d'artiglieria Franz Tihavsky († 24 aprile 1822). Dopo i negoziati di pace, Rudolf von Wrbna riprese la propria carica come ciambellano e capo del gabinetto segreto dell'imperatore.
Dal 30 dicembre 1806 fino alla sua morte fu responsabile della direzione del Teatro di Corte di Vienna.

### Incarichi onorari e patrocini
Su suggerimento di alcuni nobili boemi, creò una guardia del corpo composta da soldati provenienti da quella regione dell'impero, la Guardia Nobile Boema, della quale l'imperatore affidò il comando al figlio Eugen.
Negli anni dal 1804 al 1823 fu presidente onorario della Società Reale boema delle Scienze. Fu coinvolto nella fondazione della Società Patriottica-Economica, del Politecnico, della Scuola di Pittura, della Società degli Amici dell'Arte Patriottica, del Conservatorio di Musica, della Società Idrotecnica per l'Unificazione e la Navigabilità dei Fiumi della Boemia e del Museo Nazionale Ceco.
Sostenne e promosse Franz Reichetzer (1770-?), professore alla Bergakademie di Schemnitz, nella pubblicazione della sua opera Istruzioni per la geognosia, in particolare per le scienze della montagna, basandosi sugli studi di Abraham Gottlob Werner.

### Gli ultimi anni
Rudolf von Wrbna accompagnò quindi l'imperatore al Congresso di Verona che si tenne per l'appunto a Verona dal 20 ottobre al 14 dicembre 1822. Durante il viaggio di ritorno attraverso la Val Sugana, mentre attraversava il passo del Brennero in direzione di Innsbruck e di Salisburgo, Rudolf von Wrbna si ammalò e morì poi a Vienna nel gennaio del 1823. Immediatamente prima della sua morte, ricevette la visita dell'Imperatore, il quale, appreso della sua morte, esclamò: Ho perso il mio migliore amico. Dopo la sua morte, le esequie vennero celebrate nella chiesa degli agostiniani di Vienna e venne poi sepolto nella tomba di famiglia a Hořovice.

## Matrimonio e figli
Rudolf von Wrbna sposò Marie Theresia Aloisia (3 febbraio 1763 – 25 luglio 1803) il 28 luglio 1785 nella Chiesa degli agostiniani di Vienna; questa era figlia del diplomatico Dominik Andreas von Kaunitz-Rietberg-Questenberg; insieme ebbero sei figli:
- Eugen (4 settembre 1786, Vienna - 24 marzo 1848, Vienna), Oberstallmeister, sposò Mária Borbála (1793–1858), figlia del conte Károly Miklós Erdödy de Monyorókerék et Monoszló (1770–1833); suo figlio fu il maggiore generale Eugen von Wrbna-Freudenthal
- Dominik (24 maggio 1788 a Vienna - 24 marzo 1848), maggiore;
- Therese (13 settembre 1789-12 dicembre 1874), sposò Franz de Paula Joseph Kinsky von Wchinitz und Tettau (1784–1823);
- Ladislaus (5 luglio 1796 - dicembre 1849), feldmaresciallo luogotenente;
- Franziska (2 dicembre 1799, Vienna – 6 luglio 1863, Schwaz), sposò Carlo del Liechtenstein (1790–1865); nipote del feldmaresciallo Carlo Borromeo del Liechtenstein;
- Rudolf (4 aprile 1802, Vienna - 12 febbraio 1874, Vienna), sposò Konstancie Chorinská z Ledské.